# 帕戈什恰湖
帕戈什恰湖（白俄羅斯語：Пагошча）是白俄羅斯的湖泊，位於布拉斯拉夫西南12公里，由維捷布斯克州負責管轄，長1.9公里、寬1.1公里，面積1.23平方公里，流域面積40.7平方公里，湖岸線長度5.74公里，最大水深2.7米。